# Ленкоранска низија
Ленкоранска низија (азер. Lənkəran ovalığı, рус. Ленкоранская низменность) представља југоисточни наставак простране Курско-араксинске низије између Каспијског језера и Талишких планина на југоистоку Азербејџана. Име је добила по највећем граду у региону Ленкорану. У северним деловима ширина низије је око 25—30 км и опада идући ка југу на око 5—6 км, а дужина је око 100 км. Састављена је од 4 реликтне терасе које се постепено издижу једна изнад друге ка унутрашњости и благо су нагете ка обали. Изграђена је од речних и маринских седимената, а у њеној основи леже песци, глине и шљунак. Приобални део низије је препун мочвара и језераца, а уз саму обалу протежу се пешчане дине.
Клима је суптропска и доста влажнија у односу на суседну Курско-араксинску низију. Годишња количина падавина је између 1.400 и 1.700 мм а максимум падавина је у јесењем делу године. Лета су веома топла, са просечним јулским температурама 24°—25°C док су зиме благе са јануарским просеком температуре између 1,5° и 3,2°C.
Земљиште је овде знатно плодније и то је најважнији пољопривредни крај Азербејџана. Планташки се узгаја поврће, цвеће, чај, пиринач и дуван. Природну вегетацију чине листопадне суптропске шуме, али већина њих је деградирана због потреба за пољопривредом. Обале су обрасле трском, док у мочварама расте лотос и ретке шуме јове. Шуме су бујније у нешто вишим деловима у унутрашњости (багрем, храст, јова).
У јужном делу низије према Талишким планинама налази се Хиркански национални парк који је у потпуности прекривен шумом. Површина парка је 427,97 км².